# Gobihadros
Gobihadros – rodzaj wymarłego dinozaura, ornitopoda z nadrodziny hadrozauroidów.
Liczne pozostałości nowego rodzaju dinozaura, zarówno czaszki jak i szkieletu pozaczaszkowego, odnalezione zostały w środkowej i wschodniej części pustyni Gobi, na terenie Mongolii. Spoczywały w skałach formacji Baynshire, datowanej na cenoman–santon. Holotyp oznakowano jako MPC-D100/746. Opisali je w 2019 Khishigjav Tsogtbaatar, David B. Weishampel, David C. Evans, Mahito Watabe. Nadali nowemu rodzajowi nazwę Gobihadros, jako że był on przedstawicielem hadrozauroidów znalezionym na pustyni Gobi. Epitet gatunkowy – mongoliensis, również odnosi się do miejsca znalezienia skamieniałości. Budową kości przypominają te należące do baktrozaura czy też gilmorozaura, odróżniając się szczegółami anatomii zębów czy kości przedszczękowej. Charakterystyczną cechą Gobihadros jest też falowaty kształt tylnego wyrostka na kości biodrowej. Tsogtbaatar i inni, zauważając podobieństwo do hadrozaurydów, dostrzegli tutaj konwergencję. Daleki od bardziej zaawansowanych ewolucyjnie przedstawicieli wspomnianej rodziny, Gobihadros był bliskim krewnym baktrozaura. Jego szczątki okazały się najlepiej zachowanymi pozostałościami nienależącego do hadrozaurydów hadrozauroida z Azji.